# شهرستان ماریامپوله
شهرستان ماریامپوله (به لیتوانیایی:  Marijampolės apskritis) یکی از شهرستان‌های کشور لیتوانی است.
این شهرستان ۱۶۱٬۶۴۹ نفر جمعیت، ۴٬۴۶۳ کیلومتر مربع مساحت و مرکز شهر ماریامپوله است.